# 430 av. J.-C.
Cette page concerne l'année 430 av. J.-C. du calendrier julien proleptique.

## Événements
- Début juin[1] : 
  - Peste d'Athènes[2]. Une épidémie de fièvre typhoïde (d’autres hypothèses mettent en cause le choléra, la malaria, la peste bubonique, le typhus ou même le virus Ebola[3]) touche Athènes au commencement de l'été, aggravée par la surpopulation. L'épidémie prend fin en 426 av. J.-C.. Environ un tiers de la population de la cité meurt[4].
  - Sparte envahit l’Attique pendant 40 jours[1]. Archidamos II ordonne à ses soldats d'épargner les domaines de Périclès lors du pillage.

- Fin juin[1] : la flotte athénienne, commandée par Périclès, ravage l’est de l’Argolide (Épidaure, Trézène, Hermionè, Halieis), sans réussir à s’emparer d’Épidaure, et la côte laconienne[5].
- Septembre-octobre : Périclès est démis de ses fonctions, jugé et mis à l’amende pour abus de fonds publics[1].
- 4 novembre : début à Rome du consulat de Lucius Papirius Crassus et Lucius Iulius Iullus[6].
- Hiver : début du siège de Potidée par les Athéniens[1].

## Naissances en −430
- Xénophon (ou 426).

## Décès
- Phidias, sculpteur grec, mort à Olympie (avant 430).
- Zénon d'Élée (date approximative).
- Cincinnatus (430 avant J.C ) .